# Alberto Forchielli
Alberto Giacomo Forchielli (Bologna, 28 dicembre 1955) è un imprenditore e opinionista italiano appassionato di affari internazionali con particolare focus sull'Asia, gli Stati Uniti e la Germania.
Inoltre è stato consulente per multinazionali, imprese statali e della Banca Mondiale, nonché fondatore di una società di private equity.

## Biografia
Il padre Paolo è stato magistrato e poi docente di diritto civile e privato presso le Università degli Studi di Ferrara e di Bologna. Il nonno materno, Giacomo Dal Monte Casoni, avvocato, fu deputato democristiano nella prima legislatura della Repubblica Italiana.
Nel 1978 Alberto Forchielli si laurea in Economia e Commercio presso l'Università di Bologna, e nel 1981 consegue il Master in Business Administration (MBA) presso l'Harvard Business School di Boston, grazie ad una borsa di studio del Banco San Paolo di Torino. Appena conseguito il master, inizia la propria collaborazione con MAC Group, società di consulenza strategica, che lo porterà a fondare la filiale italiana. Dal 1992 al 1994, per il Ministero del bilancio ha contribuito alla liquidazione della Cassa del Mezzogiorno ed è stato consulente nel programma di ristrutturazione per il ministero degli affari esteri. Inoltre, ha lavorato per l'IRI come segretario generale per le privatizzazioni. Dal 1994 al 1998, è stato presidente di Finmeccanica nell'area Asia-Pacifico.
È stato Senior Advisor per la Banca Mondiale di Washington da cui nel 2000 è stato distaccato in Lussemburgo presso la Banca europea per gli investimenti per seguire la ristrutturazione finanziaria del settore privato e lo sviluppo delle infrastrutture nell'area dei Balcani. Nel 2004 ha fondato Osservatorio Asia con lo scopo di analizzare e promuovere i rapporti economici tra l'Italia e i mercati asiatici. Ha fondato, lavorato e fatto parte del consiglio di amministrazione di varie società italiane e straniere. Nel 2007 ha fondato Mandarin Capital Partners (oggi Mindful Capital Partners), un fondo di private equity che investe in aziende europee. Inoltre, ha fondato a Imola la Cleantech, una società attiva nell'ambito delle energie rinnovabili con particolare attenzione ai grandi impianti fotovoltaici. Nel 2014 ha guidato e finanziato la nascita anche in Italia della Fondazione Roland Berger che fornisce supporto individuale per studenti talentuosi ma privi di mezzi.

Logo del movimento Drin Drin

È stato ospite di numerose trasmissioni televisive, come Matrix, Omnibus, Otto e mezzo, Piazzapulita, Non è l'Arena, L'aria che tira e Tagadà. Maurizio Crozza lo ha imitato spesso all'interno del programma Fratelli di Crozza a partire dal 2019. Forchielli cura un proprio blog in italiano ed è curatore con Fabio Scacciavillani del canale YouTube e podcast Inglorious Globastards che tratta temi di economia e politica. In passato ha tenuto anche un blog in cinese e ha collaborato con il sito di divulgazione economico-finanziaria "Piano Inclinato". Forchielli e Scacciavillani hanno collaborato alla creazione della serie animata Clay Economy, distribuita su RaiPlay nel maggio del 2023.
Nel settembre del 2024 fonda, insieme con Michele Boldrin, un'associazione politica chiamata Movimento Drin Drin, propedeutica alla creazione di un futuro partito politico.

## Procedimenti giudiziari
Il 10 dicembre 2020 Forchielli è stato indagato dalla procura di Milano per un'ipotesi di evasione fiscale da 3,9 milioni di euro avvenuta tra il 2014 e il 2018. Il 14 maggio 2022 è stato prosciolto da ogni accusa perché "il fatto non sussiste".

## Opere
- Cina. La conoscenza è un fattore di successo, Il Mulino, 2007. ISBN 978-88-15-12065-6.
- Un anno da Shanghai, Il Sole 24 Ore Radiocor, 2011 e 2012.
- Quaderni dalla Cina (e non solo), con Romeo Orlandi, KKIEN, 2014 e 2015.
- Trova lavoro subito!, con Stefano Carpigiani, Sperling & Kupfer, 2015. ISBN 978-88-20-05913-2.
- Il potere è noioso. Il mondo globalizzato raccontato dal più anarchico degli economisti, con Michele Mengoli, Baldini+Castoldi, 2016. ISBN 978-88-68-52819-5.
- Muovete il culo! Lettera ai giovani perché facciano la rivoluzione in un Paese di vecchi, Baldini+Castoldi, 2018. ISBN 978-88-93-88078-7.
- Fuoco e fiamme. Tutto quello che non ti dicono e devi sapere sul mondo di domani, Baldini+Castoldi, 2019. ISBN 9788893881845.
- L'arte della super-cazzola. Lessico essenziale dell’Italia che non ci meritiamo, dal 1861 al coronavirus, Baldini+Castoldi, 2020. ISBN 9788893881845.